# Branäskoncernen
Branäskoncernen är den koncern som äger skidanläggningarna Branäs och Kungsberget. Koncernen har 8,05% av marknadsandelarna för utförsåkning i Sverige, vilket innebär att det är den andra största efter Skistar (49,65%). Därmed är den också Sveriges största privatägda skidanläggningsoperatör  eftersom Skistar är ett publikt bolag och Idre ägs av en stiftelse.
Verksamheten består huvudsakligen av skid- och liftverksamhet. Koncernen bedriver också skiduthyrning, skidskola, restaurang och försäljning av sportartiklar.